# Bogárdi Iván
Bogárdi Iván, született: Berger Iván (Sárbogárd, 1893. február 21. – ?, 1945 február előtt) zsidó származású magyar balneológus orvos, az állami gyermekmenhely laboratóriumának főorvosa volt.

## Élete
Berger Vilmos és Engel Regina fiaként született.
A budapesti egyetemen végezte orvosi és kémiai tanulmányait. Az I. számú vegytani intézetben Winkler professzor tanársegéde volt 2 évig. Az első világháború idején a Soroksári-úti hadikórház, az Auguszta-barakk, 1918-ban pedig a Szent Gellért gyógyfürdő laboratóriumát vezette, 1919-től az állami gyermekmenhely laboratóriumának főorvosa volt.
Magyar és külföldi orvosi szaklapokban sok colloid-kémiai témával kapcsolatos munkája jelent meg, számos cikket írt a vér reakciójának megváltozásáról a gyógyfürdők hatása alatt és a Wassermann-reakcióról (szifilisz kimutatása). A minimális fehérje-mennyiségek mérésére újszerű eszközöket és eljárásokat fejlesztett ki.
1922. február 18-án Budapesten házasságot kötött a nála öt évvel fiatalabb Menczer Erzsébettel, Menczer Béla és Friedmann Leontin lányával.
1927 májusában előadást tartott a balatonfüredi balneológiai kongresszuson a kénes fürdők vegyi és a meleg fürdők fiziológiai hatásairól.
Egy 1931 májusában dedikált verseskötet azt sugallja, hogy baráti kapcsolatban állt Rónai Mihály András (1913–1992) műfordító, költővel.
Berger családi nevét 1935-ben Bogárdira változtatta, majd 1938. december 22-én áttért a református hitre. 1942. március 1-jén megszüntették a Magyar-Olasz Banknál végzett szakorvosi tevékenységét.
1945-ben a nyilasok elhurcolták, nyomtalanul eltűnt.
Fia Bogárdi Mihály gyermekgyógyász, elektroenkefalográfus volt.